# Momento di dipolo elettrico di transizione
Il momento di dipolo elettrico di transizione è un vettore che esprime il momento di dipolo elettrico associato a una transizione tra due livelli energetici differenti. Formalmente, utilizzando la notazione bra-ket, viene così definito
{\displaystyle \langle \psi _{n}|\mu |\psi _{m}\rangle }
dove {\displaystyle \psi _{n}} e {\displaystyle \psi _{m}} sono rispettivamente le funzioni d'onda che descrivono gli stati finale e iniziale, mentre {\displaystyle \mu } è l'operatore momento di dipolo elettrico. Tale operatore è dato dalla sommatoria
{\displaystyle \sum _{i}q_{i}\mathbf {r_{i}} }
dove {\displaystyle q_{i}} è la carica della particella i-esima ed {\displaystyle \mathbf {r_{i}} } è il vettore posizione della stessa particella (elettrone o nucleo).
La probabilità di transizione è rappresentata dal quadrato del momento di dipolo di transizione, {\displaystyle |\mathbf {R} ^{nm}|^{2}}, ed è legata al coefficiente B di Einstein dalla relazione
{\displaystyle B_{nm}={\frac {2\pi ^{2}|\mathbf {R} ^{nm}|^{2}}{3\varepsilon _{0}h^{2}}}}
dove {\displaystyle \varepsilon _{0}} è la permittività elettrica del vuoto e {\displaystyle h} è la costante di Planck.
Affinché una transizione possa avvenire è necessario che il momento di dipolo di transizione non sia uguale a zero. Le regole di selezione si ricavano matematicamente partendo da questo assunto. Si basano sul fatto che una molecola può interagire con il campo elettromagnetico, assorbendo o generando un fotone di frequenza n, solo se possiede, almeno transitoriamente un dipolo oscillante di quella frequenza.